# Alexandra Harris
Alexandra Harris es una actriz de teatro, cine y televisión estadounidense, reconocida principalmente por su papel como Christine Egerton en la película Hellraiser: Judgment y por su participación en las series I'm Dying Up Here y Murder in the First.

## Biografía
Harris nació y se crio en Oklahoma, Estados Unidos. Inició su carrera en el teatro, participando en su primera obra a los diez años de edad. A comienzos de la década de 2010 empezó a participar en producciones de cine y televisión en su país, haciendo parte de películas como The Prophet's Son, The Posthuman Project, The Wedding Party y Rising Tides, y de series como Murder in the First y I'm Dying Up Here. En 2014 interpretó uno de los papeles principales en el seriado de corte juvenil Secret Diary of an American Cheerleader, apareciendo en sus siete episodios.
Después de participar en algunos cortometrajes y series, en 2018 tuvo la oportunidad de protagonizar la película de terror Hellraiser: Judgment, en el papel de la detective Christine Egerton. Ese mismo año participó en otra producción del mismo género: All Light Will End, interpretando el papel de Faith. En la década de 2020 ha registrado apariciones en producciones como The Pale Door, Parked for Love y God's Not Dead: We the People.

## Filmografía

### Cine
| Año  | Título                        | Papel             |
| ---- | ----------------------------- | ----------------- |
| 2012 | The Prophet's Son             | Juliet            |
| 2014 | Rudderless                    | Mujer del taco    |
| 2014 | The Posthuman Project         | Lisa              |
| 2016 | Rising Tides                  | Casey             |
| 2016 | The Wedding Party             | Kate              |
| 2017 | The Veil                      | Princesa          |
| 2018 | Hellraiser: Judgment          | Christine Egerton |
| 2018 | All Light Will End            | Faith             |
| 2020 | The Pale Door                 | Etta              |
| 2021 | Deadly Dorm                   | Sarah             |
| 2021 | Parked for Love               | Cynthia           |
| 2021 | God's Not Dead: We the People | Recepcionista     |

### Televisión
| Año  | Título                                  | Papel |
| ---- | --------------------------------------- | ----- |
| 2014 | Secret Diary of an American Cheerleader |       |
| 2014 | Murder in the First                     |       |
| 2018 | I'm Dying Up Here                       |       |